# Acanthagrion inexpectum
Acanthagrion inexpectum – gatunek ważki z rodziny łątkowatych (Coenagrionidae). Występuje w Ameryce Południowej.